# Charles Carson (peintre)
Vous pouvez aider à l'améliorer ou bien discuter des problèmes sur sa page de discussion.
- Il peut contenir du texte généré par intelligence artificielle. Tout texte généré par une IA identifiable comme tel doit être supprimé ou réécrit. Il peut contenir des informations ou références hallucinées, ne pas respecter la neutralité de point de vue ou le style encyclopédique. (Marqué depuis juin 2025)

Vous pouvez aider à l'améliorer ou bien discuter des problèmes sur sa page de discussion.
- Il ne s’appuie pas, ou pas assez, sur des sources secondaires ou tertiaires. (Marqué depuis juin 2025)
- Son texte doit être wikifié : il ne correspond pas à la mise en forme Wikipédia (style, typographie, liens internes, liens entre les wikis, etc.). (Marqué depuis juin 2025)
- Les conventions bibliographiques ne sont pas respectées. La bibliographie et les liens externes sont à corriger. (Marqué depuis juin 2025)

- Archive Wikiwix
- Bing
- Cairn
- DuckDuckGo
- E. Universalis
- Gallica
- Google
- G. Books
- G. News
- G. Scholar
- Persée
- Qwant
- (zh) Baidu
- (ru) Yandex
- (wd) trouver des œuvres sur Wikidata

Pour les articles homonymes, voir Carson et Charles Carson.
Charles Carson, né à Montréal, province de Québec (Canada), le 13 mars 1957, est un peintre et sculpteur canadien.

## Biographie
Charles Carson naît dans le quartier St-Michel à Montréal, il est le cinquième d’une famille modeste de dix enfants.

## La carrière
Charles Carson commence sa carrière artistique à Montréal, où il développe ses premières œuvres en tant qu’artiste peintre et sculpteur autodidacte.
Dans les années 1990, il séjourne pendant une décennie en Colombie, notamment à Carthagène des Indes, Bogota et Medellin. Ses expositions dans ces villes marquent profondément le milieu artistique local, et plusieurs journaux colombiens soulignent l’impact de sa démarche picturale,,,.
Par la suite, Carson partage son temps entre ses ateliers situés dans les Laurentides au Québec et à Courbevoie, en France. Il séjourne également régulièrement aux États-Unis, où il passe plusieurs mois chaque année,.

## Sa période classique
La période classique figurative de Charles Carson se situe avant 1992. On y retrouve des tableaux d’une facture plus traditionnelle. Des natures mortes, des portraits, des paysages sont traités de façon académique. Hommage à Bouguereau. Hommage à Stefanoff un tableau marquant la fin de la période classique ; un tableau phare, une huile intitulée : Hommage à Stefanoff, artiste peintre (1898-1949) s’intitulant : La fin d'un cycle et la naissance du carsonisme.

## Sa période du carsonisme
Au début des années 1990, l'écrivain Louis Bruens a analysé les œuvres récentes semi-figuratives de l’artiste. Il publie une analyse de ces œuvres. L’onomastisme fut ensuite repris dans un écrit de Guy Robert et le terme carsonisme a été consigné, plus de vingt ans plus tard, dans le Dictionnaire des onomastismes québécois, en 2013, puis repris dans le Multidictionnaire de la langue française en 2015.
Charles Carson expose les premières pièces majeures de genre carsoniste lors d’une exposition officielle présidée par Guy Robert au Musée régional de Vaudreuil Soulanges en 1993. Lors du vernissage de l'exposition, Guy Robert publia son livre : Carson.

## Sa période des mosaïques
Cette période est caractérisée par une façon de faire que Carson nomme tout simplement mosaïque.

## Prix et distinctions
- 1993
  - Centre international d’information et diffusion des arts du Québec, lauréat de la Médaille d’or.
- 1994
  - Chevalier de l’Ordre de Saint-Hubert. Sainte-Agathe-des-Monts, Canada, pour l’œuvre intitulée : « La Chasse ».
- 2002
  - Salon international d’automne des beaux-arts de Montréal, Grande Médaille d’or de rayonnement universel.
- 2003
  - Le Grand Salon du MIM Award, lauréat du Golden MIM Award 2003.
- 2006
  - Gala Academia XXI au Musée des beaux-arts de Montréal, médaille d’or ;
  - Salon international de l’Académie européenne des arts, France (AEAF), Paris, médaille d’honneur.
- 2007
  - « Intronisé maître en beaux-arts », Académie internationale des beaux-arts du Québec[12] au Musée des beaux-arts de Montréal.
  - Salon international de l’Académie européenne des arts, France, invité d’honneur et lauréat de la médaillé d’or du Salon de (AEAF) « En reconnaissance de son talent exceptionnel, cette reconnaissance est accordée par l'Académie pour sa démarche artistique, les expositions réalisées les honneurs, prix et distinctions obtenus au cours de sa carrière.
  - Salon del Accademia internazionale Greci-Marino, maître académicien du Verbano, « Pour le haut professionnalisme montré dans le domaine artistique. »
  - Gala Academia XXI au Musée des beaux-arts de Montréal, Ambassadeur international.
- 2009
  - « Artiste de l'Année »[13].
  - Salon del Associazione Italia in Arte, Italie. prix Leonardo da Vinci 2009 et le prix spécial « The Martin Luther King Human Rights Award 2009 ».
- 2011
  - Domaine Nudant, Vignoble en France, Hommage à Charles CARSON, « Bourgogne Hautes-Côtes-de-Nuits, Chardonnay 2009 », étiquette, œuvre de l'artiste Charles Carson.
  - Grand Gala de Arte Internationale, Italie - prix spécial Droit de l’homme.
  - prix Vincent Van Gogh et le prix du Général-Giuseppe-Garibaldi.
- 2012
  - prix Neptune, Italie.
  - « Sogliano Cavour », prix de la paix et de la Liberté.
  - Associazione Culturale del Arte in Italia « Maestro di Arti Visive e Socio Onorario del Associazione ».
  - prix des droits de l'homme, Spartacus 2012, Grand Gala International des Arts Visuels, Italie.
  - Gran Maestro di Belle Arti, del Associazione Culturale del Arte contemporaneo, Italie.
- 2013
  - Prix Apollo, Italie.
  - Académie internationale des beaux-arts du Québec. Charles Carson reçoit le titre de « Grand maître en beaux-arts » ;
  - Hommage à Charles Carson — « Bourgogne Hautes-Côtes-de-Nuits, Chardonnay 2009 », étiquette, œuvre de l'artiste Charles Carson, Domaine Nudant.
- 2014
  - prix international d'art « Rafaello Sanzio », Italie.
  - « Officier académicien », Mondial Art Academia.
- 2015
  - Lauréat du prix Hero of Creativity à New York.
  - prix Imperial de Rome.
  - Diploma conferita a Charles CARSON « Raffaello Sanzio » ha titolo de Maestro d'Arte Associato Onorarion e Benemerito « 'In occasione del premio internazionale d'Art, Italia ».
- 2016
  - Prix international Colosseo. Il s'agit d'un prix d'art qui récompense le talent d'artistes contemporains, et reconnaît la carrière de Carson. (Palais Brancaccio de Rome en Italie).
  - Ambassadeur de la Floride pour Mondial Art Academia. « Cette reconnaissance est accordée par l’Académie pour l’implication de l’artiste à faire connaître l’Académie à l’échelle internationale ».
  - Hommage à Charles Carson — Bourgogne Hautes-Côtes-de-Nuits, Chardonnay 2009, étiquette, œuvre de l'artiste Charles Carson.
- 2018
  - International Art Professionals Awards. Charles Carson, reçoit la médaille d'or dans la catégorie peinture abstraite décernée par le jury de Mondial Art Academia pour son œuvre L'Automne vue à vol d'oiseau, mosaïque en mouvement, technique mixte : acrylique, élastique, ballons plastique, trombones l'ensemble recouvert d'un vernis vitrifié sur toile.

## Réception critique

### Une reconnaissance québécoise
Le Carsonisme est un mouvement artistique fondé autour du travail de Charles Carson au début des années 1990. L’historien Louis Bruens et Guy Robert, fondateur du Musée d’art contemporain de Montréal, ont souligné la singularité de son usage de la couleur et du rythme. Selon Bruens, l’œuvre de Carson ne relève d’aucun mouvement en « isme » connu, mais constitue « une peinture véritablement distincte de tout ce qui s'est fait, et de tout ce qui se fait, à notre époque ». Il décrit Carson comme un créateur à part, qu’il considère comme un « coup de foudre » artistique, et affirme que sa peinture « s’inscrit dans le courant de l’art contemporain, mais sous une forme accessible à tous ».
Le terme « Carsonisme » figure également dans le *Multi dictionnaire de la langue française*, où il est défini comme une technique picturale créée par Charles Carson. Le dictionnaire précise que le Carsonisme se caractérise par « sa forme d’écriture picturale totalement unique, la transparence, la limpidité et la juxtaposition des couleurs ».

### Réception critique à l’international
Dans un article publié en 2015 dans le *Fine Art Magazine* (New York), Victor Forbes décrit Charles Carson comme un « Grand maître » et un « Héros de la créativité », comparant sa démarche à celle d’Hemingway en littérature. Il écrit :
« Comme Hemingway a développé un style littéraire unique, souvent imité mais jamais égalé, Carson a créé un langage pictural singulier, désormais désigné sous le nom de “Carsonisme”. »
Forbes décrit Carson comme un peintre inventif, dont la technique puise dans l’enfance spirituelle et esthétique vécue dans les églises catholiques du Québec. Son style est présenté comme le fruit de nombreuses années d’expérimentations plastiques, mêlant verre, laques, acryliques, effets de lumière, et matériaux inusités. Carson, selon Forbes, aurait refusé d’exposer ses œuvres tant qu’il n’avait pas atteint un style véritablement personnel, qu’aucune école ni aucun courant ne pouvaient assimiler.
Il conclut :  
« Ce qu’a fait Carson, c’est inventer une manière de vivre : celle d’un guerrier au pinceau, d’un ninja de la couleur. »
L’expert en art Guy Robert y voit « une fraîcheur, un dynamisme et une spontanéité picturale comparables à la musique de Vivaldi ou au jazz ». Selon lui, l’œuvre de Carson se situe à la « frontière féconde entre abstraction et figuration », et invite à un va-et-vient d’interprétations entre formes reconnaissables et langage visuel libre.
Jacques de Roussan, écrivain, éditeur et historien de l’art, qualifie le style de Carson de « subliminisme pictural », une esthétique qui navigue entre conscient et subconscient, guidée par une sensibilité unique au mouvement, à la couleur et à la lumière.
Le critique colombien Gustavo Tatis Guerra surnomme Carson « le capitaine des couleurs du monde » et affirme que sa peinture « dépasse les frontières du style pour incarner un langage universel de l’émotion ».
Leonor De la Cruz, dans *El Heraldo*, voit dans ses œuvres un parallèle avec le jazz, soulignant « une improvisation maîtrisée, une vitalité rythmique rare dans la peinture contemporaine ».
Enfin, l’expert italien Michele Miuli considère le Carsonisme comme une « révolution phénoménologique », un style qui capte les tensions du monde naturel dans une chorégraphie de lumière et de matière, à la fois accessible et novatrice.